# ФК Озрен Петрово
Фудбалски клуб Озрен је фудбалски клуб из Петрова који се такмичи у Регионалнoj лиги Републике Српске у фудбалу, група Центар.

## Пласман
- Друга лига Републике Српске у фудбалу — Бања Лука 1995/96. (8. мјесто)
- Друга лига Републике Српске у фудбалу — Бања Лука 1996/97. (2. мјесто)
- Друга лига Републике Српске у фудбалу — Бања Лука 1997/98. (2. мјесто)
- Друга лига Републике Српске у фудбалу — Центар 1998/99. (10. мјесто)
- Друга лига Републике Српске у фудбалу — Центар 1999/00. (4. мјесто)
- Друга лига Републике Српске у фудбалу — Запад 2000/01. (4. мјесто)
- Друга лига Републике Српске у фудбалу — Запад 2001/02. (3. мјесто)
- Прва лига Републике Српске у фудбалу 2002/03. (15. мјесто)
- Друга лига Републике Српске у фудбалу — Центар 2003/04. (5. мјесто)
- Друга лига Републике Српске у фудбалу — Центар 2004/05. (7. мјесто)
- Друга лига Републике Српске у фудбалу — Центар 2005/06. (7. мјесто)
- Друга лига Републике Српске у фудбалу — Центар 2006/07. (6. мјесто)
- Друга лига Републике Српске у фудбалу — Центар 2007/08. (9. мјесто)
- Друга лига Републике Српске у фудбалу — Запад 2008/09. (10. мјесто)
- Друга лига Републике Српске у фудбалу — Запад 2009/10. (9. мјесто)
- Друга лига Републике Српске у фудбалу — Запад 2010/11. (8. мјесто)
- Друга лига Републике Српске у фудбалу — Запад 2011/12. (10. мјесто)
- Друга лига Републике Српске у фудбалу — Запад 2012/13. (11. мјесто)

## Историја
Озрен је основан 1953. у тадашњој Југославији. Од 1995. се константно такмичи у Другој лиги Републике Српске са изузетком једне сезоне када се такмичио у Првој лиги Републике Српске 2002/03. У више наврата се такмичио у Купу Републике Српске, а највећи успјех је забиљежен сезоне 2010/2011 када је Озрен избачен у четвртфиналу од екипе Радника из Бијељине.

## Бивши играчи
- Јерко Алексић
- Младен Алексић
- Слободан Катанић
- Љубиша Трипуновић
- Симо Тумарчић
- Борислав Топаловић
- Владимир Шувак
- Ново Панић
- Дарко Лукичић
- Властимир Јовановић
- Ратко Николић
- Никола Микелини
- Синиша Ђурић
- Предраг Јевтић
- Зоран Милетић
- Славиша Ђукановић
- Милан Драгановић
- Бранко Пуповац
- Дајан Миливојевић
- Ненад Бероња
- Борислав Лукић
- Горан Гаврић
- Саша Благојевић
- Славољуб Бубања
- Ратомир Бороја
- Горан Марић
- Саша Кузмановић
- Ненад Бероња
- Зденко Педић
- Младен Суботић
- Слободан Тодоровић
- Боро Ђурић
- Озрен Микелини
- Албин Билоглавић
- Владимир Симић
- Младен Тодоровић
- Далибор Микелини
- Споменко Симић
- Предраг Божић
- Радан Ракановић
- Давор Недић
- Зоран Петровић
- Шефик Бешић
- Дражен Ђурић
- Небојша Пуповац
- Горан Вуковић
- Слободан Тумарчић
- Жељко Радовановић
- Владимир Пуповац
- Милош Дујковић
- Огњен Микелини
- Самир Талић
- Драган Богдановић
- Владан Катанић
- Стојан Јаћимовић
- Предраг Пејкић
- Драган Тодић
- Слађан Стјепановић
- Горан Трифковић
- Саша Вуковић
- Златан Софрић
- Таиб Талић
- Бранко Шешлак
- Здравко Марковић
- Ђорђе Марић
- Недељко Нунић
- Милан Мартић
- Горан Марјановић
- Ненад Ћуковић
- Бранислав Мићановић
- Драган Арсеновић
- Душан Тодић
- Фахир Шабановић
- Дејан Киперовић
- Мирослав Лукановић
- Драган Филиповић
- Кристијан Стефановић
- Алмир Доглод
- Зоран Трипуновић
- Витомир Цвијановић
- Алмир Карајбић
- Влатко Вуковић
- Никола Милићевић
- Маринко Цвјетковић
- Ведран Стефановић
- Харис Чајлаковић
- Марко Томић
- Слободан Кандић
- Армин Мујчић
- Бернад Имамовић
- Лазар Стефановић
- Обрен Мишановић
- Бранислав Ћирић
- Мирсад Шијеркић
- Дејан Томић
- Никола Илић
- Лука Недић
- Срђан Вуковић
- Никола Павић
- Огњен Цвјетковић
- Небојша Катанић
- Перица Цвијановић
- Владан Лукић

## Бивши тренери
- Борислав "Боро" Кикић
- Бошко Вуковић
- Слободан Катанић
- Мухамед Морањкић
- Јово Чучковић
- Љубиша Трипуновић
- Симо Тумарчић
- Славко Петровић